# Agrodiaetus fulgens
Agrodiaetus fulgens är en fjärilsart som beskrevs av De Sagarra 1925. Agrodiaetus fulgens ingår i släktet Agrodiaetus och familjen juvelvingar. Inga underarter finns listade i Catalogue of Life.